# Gluhavica
Gluhavica (en serbe cyrillique : Глухавица) est un village de Serbie situé dans la municipalité de Tutin, district de Raška. Au recensement de 2011, il comptait 254 habitants.

## Démographie
| 1948 | 1953 | 1961 | 1971 | 1981 | 1991 | 2002 | 2011 |
| ---- | ---- | ---- | ---- | ---- | ---- | ---- | ---- |
| 290  | 385  | 314  | 308  | 349  | 261  | 265  | 254  |

|  |